# Хагентал ле О
Хагентал ле О (фр. Hagenthal-le-Haut) насеље је и општина у источној Француској у региону Алзас, у департману Горња Рајна која припада префектури Милуз.
По подацима из 2011. године у општини је живело 617 становника, а густина насељености је износила 125,41 становника/km². Општина се простире на површини од 4,92 km². Налази се на средњој надморској висини од 378 метара (максималној 529 m, а минималној 360 m).

## Демографија
| 1962. | 1968. | 1975. | 1982. | 1990. | 1999. | 2011. |
| ----- | ----- | ----- | ----- | ----- | ----- | ----- |
| 358   | 365   | 380   | 381   | 428   | 410   | 617   |

График промене броја становника у току последњих година